# Kaya Cattouse
Kaya Cattouse (sinh ngày 12 tháng 12 năm 1990) là một tay đua xe đạp chuyên nghiệp người Belize. Năm 2016, cô là nhà vô địch cuộc đua đua xe đạp đường bộ quốc gia.